# Lac Bruyère
Pour les articles homonymes, voir Bruyère (homonymie).
Le lac Bruyère est un plan d'eau douce traversé par la rivière Beauchastel et situé entièrement dans la ville de Rouyn-Noranda, dans la région administrative de l'Abitibi-Témiscamingue, au Québec, au Canada.
La foresterie s’avère la principale activité économique du secteur ; les activités récréotouristiques arrivent en second, particulièrement la villégiature qui est développe dans la partie Nord du lac.
Annuellement, la surface du lac est généralement gelée de la mi-novembre à la fin avril, néanmoins, la période de circulation sécuritaire sur la glace est habituellement de la mi-décembre à la mi-avril. Une zone de marais entoure une baie au Nord-Est et la zone au Sud de l’embouchure du lac, situé au Sud-Est.

## Géographie
Les bassins versants voisins du lac Bruyère sont :
- côté Nord : rivière Kinojévis, lac Rouyn, lac Routhier, lac Vallet ;
- côté Est :rivière Kinojévis, lac Kinojévis ;
- côté Sud : rivière Bellecombe, cours d’eau Boulet ;
- côté Ouest : rivière Beauchastel, rivière La Bruère.

Le lac Bruyère est alimenté surtout par la rivière La Bruère et par la rivière Beauchastel. Le lac comporte huit presqu’îles importantes, créant autant de baies.
L’embouchure du lac Bruyère est situé à 12,6 km au Sud-Est du centre-ville de Rouyn-Noranda ; à 31,8 km au Sud-Est de la confluence de la rivière Kinojévis et de la rivière des Outaouais ; à 32,9 km au Sud-Ouest du lac Chassignolle.

## Toponymie
L'hydronyme "lac Bruyère" a été officialisé le 28 mai 1985 à la Commission de toponymie du Québec.